# Ry Cooder
Ryland Peter Cooder, conhecido como Ry Cooder (Los Angeles, 15 de Março de 1947), é um guitarrista, compositor musical, compositor de trilhas sonoras e produtor musical estadunidense. Ele é um multi-instrumentista, mas é mais conhecido por seu trabalho com slide guitar.
Foi considerado o 31º melhor guitarrista de todos os tempos pela revista norte-americana Rolling Stone, e o 8° em uma lista similar elaborada pela Gibson
É um músico eclético cujas composições musicais vão dos blues ao rock and roll, passando pelo reggae, tex-mex, jazz, country, folk, música instrumental, rhythm and blues e gospel. O característico som da sua guitarra, tem origem na técnica utilizada, designada por slide guitar. Participou do filme A Encruzilhada (1986), onde a maior parte das dedilhadas de Ralph Macchio foram dubladas por ele.
No Brasil, sua canção Don't Take Your Guns to Town, do álbum Blue City, foi utilizada pela Rede Globo de São Paulo no encerramento das transmissões diárias (mais tarde periódicas) entre 1995 e 2010.

## Prêmios e Indicações
Grammy Awards
Ao todo, Ry Cooder recebeu 14 indicações ao Grammy, nas quais saiu-se vencedor em 6.
| Ano  | Categoria                                          | Trabalho Indicado              | Info                                | Resultado | Ref.  |
| ---- | -------------------------------------------------- | ------------------------------ | ----------------------------------- | --------- | ----- |
| 1981 | Best Country Instrumental Performance              | Álbum "The Long Riders"        |                                     | Indicado  | [ 3 ] |
| 1989 | Melhor Álbum Infantil                              | Pecos Bill                     | Premiado pela Produção e composição | Venceu    | [ 3 ] |
| 1989 | Best Contemporary Blues Recording                  | Música "Low-Commotion"         |                                     | Indicado  | [ 3 ] |
| 1993 | Best Rock Performance by a Duo or Group with Vocal | Álbum "Little Village"         |                                     | Indicado  | [ 3 ] |
| 1994 | Melhor Álbum de World Music                        | A Meeting by the River         | V. M. Bhatt & Ry Cooder             | Venceu    | [ 3 ] |
| 1995 | Melhor Álbum de World Music                        | Talking Timbuktu               | Ry Cooder & Ali Farka Toure         | Venceu    | [ 3 ] |
| 1998 | Melhor Álbum Tradicional de Música Tropical Latina | Buena Vista Social Club        | Premiado pela Produção              | Venceu    | [ 3 ] |
| 2004 | Melhor Álbum Tradicional de Música Tropical Latina | Buenos Hermanos                | Premiado pela Produção              | Indicado  | [ 3 ] |
| 2004 | Best Pop Instrumental Performance                  | Patricia                       | Ry Cooder & Manuel Galbán           | Indicado  | [ 3 ] |
| 2004 | Melhor Álbum Instrumental Pop                      | Mambo Sinuendo                 | Ry Cooder & Manuel Galbán           | Venceu    | [ 3 ] |
| 2009 | Melhor Álbum de Folk Contemporâneo                 | I, Flathead                    |                                     | Indicado  | [ 3 ] |
| 2012 | Melhor Álbum de Música Americana                   | Pull Up Some Dust and Sit Down |                                     | Indicado  | [ 3 ] |
| 2013 | Melhor Álbum de Folk                               | Election Special               |                                     | Indicado  | [ 3 ] |

Outros Prêmios
| Ano  | Prêmio                                      | Categoria                                                     | Trabalho Indicado   | Resultado | Ref.  |
| ---- | ------------------------------------------- | ------------------------------------------------------------- | ------------------- | --------- | ----- |
| 1980 | Los Angeles Film Critics Association Awards | Best Music                                                    | The Long Riders OST | Venceu    |       |
| 1985 | BAFTA Film Awards                           | BAFTA de melhor banda sonora                                  | Paris, Texas OST    | Indicado  | [ 4 ] |
| 1985 | Joseph Plateau Awards                       | Best Score                                                    | Paris, Texas OST    | Venceu    |       |
| 1988 | Georges Delerue Award                       | Best Original Music                                           | Crossroads OST      | Venceu    | [ 5 ] |
| 1999 | Online Film & Television Association Awards | OFTA Film Award for Best Music, Original Comedy/Musical Score | Primary Colors OST  | Indicado  | [ 6 ] |

### Honrarias
- 2003 - Revista Rolling Stone - #8 na Lista dos 100 Melhores Guitarristas de Sempre[1]
- 2010 - Gibson - #32 na Lista dos 100 Melhores Guitarristas de Sempre[2]
- 2006 - BBC Radio 3 - awards for World Music[7]
- 2017 - BBC Radio 2 Folk Awards- Lifetime achievement[8]
- 2018 - Montreal International Jazz Fest - Spirit Award[9]

## Discografia
| - Little Village (1992) | - Performance OST (1970) - The Long Riders OST (1980) - Southern Comfort OST (1981) - The Border OST (1982) - Streets of Fire OST (1984) - Paris, Texas OST (1985) - Music from Alamo Bay OST (1985) - Blue City OST (1986) - Crossroads OST (1986) - Cocktail OST (1988) - Johnny Handsome OST (1989) - Trespass OST (1993) - Geronimo: An American Legend OST (1993) - Last Man Standing OST (1996) - The End of Violence OST (1997) - Primary Colors OST (1998) - My Blueberry Nights OST (2007) - Tanyet (1967) (com The Ceyleib People) - Jamming with Edward! (Let It Bleed sessions, 1969, with Nicky Hopkins, Mick Jagger, Bill Wyman, Charlie Watts) (1972) - Ry Cooder and the Moula Banda Rhythm Aces: Let's Have a Ball (1988) - Rising Sons featuring Taj Mahal and Ry Cooder with Rising Sons (recorded 1965/66, released 1992) - A Meeting by the River (1993) (with Vishwa Mohan Bhatt) - Talking Timbuktu (1994) (with Ali Farka Touré) - Ry Cooder/Lindley Family: Live At The Vienna Opera House (1995) with Joachim Cooder, David Lindley and Rosanne Lindley - The Long Black Veil (1995) (with The Chieftains) - Buena Vista Social Club (1997) - Buena Vista Social Club Presents Ibrahim Ferrer (1999) (with Ibrahim Ferrer)) - Hollow Bamboo with Jon Hassell and Ronu Majumdar (bansuri) (2000) - Mambo Sinuendo (2003) (with Manuel Galbán) - Buenos Hermanos (2003) (with Ibrahim Ferrer) - Mi Sueño (2007) (with Ibrahim Ferrer, production of 'Melodía del río' only) - Buena Vista Social Club at Carnegie Hall (2008) (with Buena Vista Social Club) - San Patricio (2010) (with The Chieftains) - Live in San Francisco (2013) (with Corridos Famosos) - Lost and Found (2015) (with Buena Vista Social Club, production of 'Macusa' and 'Lágrimas Negras' only) |